# Plectranthus barbatus
Plectranthus barbatus, también conocido con los sinónimos Coleus barbatus e incorrectamente Coleus forskalaei (y otras grafías de este epíteto), es una planta tropical perenne originaria de la región Paleotropical. Produce forskolina, un extracto útil para preparados farmacéuticos y para investigaciones en biología celular.

## Nombre
Su nombre común es boldo brasileño o boldo gaúcho, a diferencia del verdadero boldo, de origen chileno; también se le conoce en Brasil como boldo-graúdo, boldo-da-terra, boldo-de-jardim, falso-boldo, boldo-brasileiro, alumã, boldo-peludo, boldo-veludo, boldo-do-reino, tapete-de-Oxalá, y malva santa.
En el Caribe francófono, se le llama doliprane (de la marca de un medicamento a base de paracetamol) debido a sus usos como analgésico en la medicina popular.

## Taxonomía
Plectranthus barbatus fue descrito por primera vez por Henry Cranke Andrews en 1810. Bentham lo transfirió a Coleus en 1830. Aunque Coleus se fundió anteriormente en Plectranthus, el binomio original revivió en un importante estudio de la subtribu Plectranthinae en 2019.
Ha habido cierta confusión sobre los sinónimos de esta especie. Plectranthus forskaolaei fue descrito por primera vez por Vahl en 1790. El nombre de Vahl es ilegítimo, porque lo trata como sinónimo del previamente descrito Ocimum hadiense Forrsk. Vahl deletreó el epíteto como Forskålaei, refiriéndose a Pehr Forsskål, cuyo apellido también se escribe "Forskål".  El Código Internacional de Nomenclatura para algas, hongos y plantas en el art. 60.7 específica que "å" debe sustituirse por "ao".
Willdenow en 1800 se refirió al nombre de Vahl, pero deletreó el epíteto forskolaei. (Al 31 de julio de 2020, el Índice Internacional de Nombres de las Plantas mantenía la ortografía "forskalei".) Probablemente fue esta especie a la que Briquet se refirió al transferir una especie a Coleus como " C. forskohlii (Willd.) Briq. ", introduciendo otra ortografía del epíteto; sin embargo, Briquet no se refirió explícitamente a un basónimo. Briquet consideró "Coleus forskohlii " como sinónimo de lo que llamó "C. barbatus Benth", aunque Vahl originalmente había dado una sinonimia diferente. Paton et al. (2019) afirman que los epítetos forskalaei o forskohlii se aplican incorrectamente a esta especie, tratando en lugar de ello los binomios con estos epítetos como sinónimos de Coleus hadiensis, de acuerdo con el uso original de Vahl.

## Química

Estructura química de la forskolina.

Las tisanas elaboradas con Plectranthus barbatus contienen ácido rosmarínico y también glucurónidos y diterpenoides flavonoides. Los compuestos químicos de Plectranthus barbatus han mostrado tener actividad biológica in vitro, teniendo acción antioxidante e inhibidora de la acetilcolinesterasa.
La forskolina, cuyo nombre deriva del nombre binomial incorrecto Coleus forskohlii, es un componente de Plectranthus barbatus.

## Uso
La especie es utilizada como planta ornamental en regiones tropicales e subtropicales y como planta medicinal, siendo usada como antiácido y hepatoprotector: aunque igualmente se cuestiona y se desaconseja su uso medicinal en preparación de infusiones debido a la toxicidad presente en las especies 
del Plectranthus.
Las hojas, que son suaves y huelen a menta, son similares en tamaño a un cuadrado de papel higiénico industrial y pueden usarse en retretes modernos con dichos fines.